# 18世紀香港
|        | 香港大事記 \| 香港歷史年表             |
| 世紀： | 17世紀香港 \| 18世紀香港 \| 19世紀香港 |

## 大事記
- 1718年，屯門陶氏建定山祠。[1]
- 1722年，鄧文蔚建鎮稅鋗鄧公祠。[1]
- 1723年，建佛門堂及大嶼山兩炮台。[1]
- 1735年，海盜鄭連福兄弟進據香港地區，鄭連福據大嶼山，鄭連昌據鯉魚門後山。[1]
- 1739年，新安縣蘇庭慶及李氏二族遷入長沙灣，分別建蘇屋村及李屋村。[1]
- 1741年，英兵船「星迪號」泊於香港島南部修理。[2]
- 1744年，粉嶺龍躍頭建覲龍圍。[1]
- 1751年，廈村鄧族建友恭堂，紀念開村祖先鄧洪惠及鄧洪贄二公。[1]
- 1753年春季，海盜鄭連昌建鯉魚門天后宮。[1]
- 1754年，大埔人江士元於會試考獲中式第2甲進士。[1]
- 1757年，鄭任盛率族遷居荃灣。[1]
- 1765年，大嶼山東涌建侯王宮。[1]
- 1772年，大嶼山大澳建天后宮。[1]
- 1775年，錦田鄧權軒建泝流園。[1]
- 1782年，英國「柯克斯·理德商行」在廣州成立，為怡和洋行的前身。[1]
- 1783年，長洲島上惠州及潮州人士修建玉虛宮（長洲北帝廟）。
- 1786年，荃灣三棟屋落成。[3]
- 1787年12月，英國派卡思卡特（Charles Cathcart）中校率使團出使中國，惟卡思卡特於途中病逝，出使未成。[3]
- 1793年，英人達爾林普爾（Dalrympe）在港境停留。[3]
- 1794年，錦田鄧氏重修清樂鄧公祠。[3]
- 1795年，上水地區創建石湖墟。[3]